# Williston Park
Williston Park es una villa ubicada en el condado de Nassau en el estado estadounidense de Nueva York. En el año 2000 tenía una población de 7.261 habitantes y una densidad poblacional de 4.465,2 personas por km². Williston Park se encuentra dentro del pueblo de North Hempstead.

## Geografía
Williston Park se encuentra ubicada en las coordenadas 40°45′29″N 73°38′45″O / 40.75806, -73.64583. Según la Oficina del Censo, la ciudad tiene un área total de 1,6 km² (0,6 mi²), de la cual 1,6 km² (0,6 mi²) es tierra y 0 km² (0 mi²) (0%) es agua.

## Demografía
Según la Oficina del Censo en 2000 los ingresos medios por hogar en la localidad eran de $70,737, y los ingresos medios por familia eran $83,223. Los hombres tenían unos ingresos medios de $52,445 frente a los $37,220 para las mujeres. La renta per cápita para la localidad era de $29,521. Alrededor del 1.9% de la población estaban por debajo del umbral de pobreza.